# Одержима / Диявол всередині
Одержима / Диявол всередині (англ. The Devil Inside) — американський надприродний фільм жахів 2012 року, знятий Вільямом Брентом Беллом за сценарієм Белла та Метью Пітермана. Це документальний фільм про жінку, яка бере участь у серії екзорцизмів, щоб з'ясувати, що трапилося з її матір'ю, жінкою, яка вбила трьох людей через те, що її опанував демон. Створений Пітерманом і Моррісом Полсоном у піджанрі знайдений кадр. У фільмі зіграли Фернанда Андраде, Саймон Квотерман, Еван Гельмут і Сьюзан Кроулі, і він вийшов на екрани 6 січня 2012 року.

## Сюжет
30 жовтня 1989 року Марія Россі скоїла потрійне вбивство під час екзорцизму, здійсненого над нею. Католицька церква долучилася, і з того часу вона перебувала в католицькій психіатричній лікарні в Римі. Її донька Ізабелла дізналася про вбивства від свого батька, який помер через три дні після того, як розповів їй.
Через двадцять років Ізабелла разом із режисером Майклом Шефером знімає документальний фільм про екзорцизм, і, щоб дізнатися більше про свою матір, вона відвідує Марію в Римі та зустрічає двох священиків, Бена Ролінга та Девіда Кіна. Марія розмовляє з різними акцентами і невідомою мовою. Вона має перевернуті хрести, вирізані на руках і нижній губі, і каже Ізабеллі, що вбивство дитини суперечить волі Бога. Багато років тому Ізабелла зробила аборт, і її мати не могла про це знати. Девід і Бен беруть її на несанкціонований екзорцизм, здійснений над молодою жінкою Розалітою. Розаліта називає Ізабеллу по імені, попри те, що вона її не знає, і нападає на команду. Згодом вони беруть її під контроль.
Під час екзорцизму Марії вона згадує, що знала, що Бен робив у минулому, і передає демонів Девіду та Ізабеллі. Потім Девід застрелився. У Ізабелли почався напад. Бен і Майкл везуть її до лікарні, де Ізабелла перерізає горло медсестрі. Бен приходить до розуміння, що Ізабелла одержима. Бен і Майкл їдуть з нею на машині, щоб отримати допомогу для екзорцизму. Ізабелла намагається задушити Майкла і дихає йому в рот. Він миттєво показує ознаки володіння, прискорюючи зустрічний рух. Машина стикається, вбиваючи Бена та Майкла в процесі, а Ізабелла зникла.

## Виробництво
Створення фільму відбулося у 2005 році, коли письменник Метью Пітерман прочитав про ватиканську школу екзорцизму та звернувся до режисера Вільяма Брента Белла, щоб використати це. Дует написав традиційний сценарій, але врешті-решт, за словами Пітермана, вони «розчарувалися в цьому процесі», тож вони переписали його у стилі мок'юментарі за пропозицією продюсера Морріса Полсона.
Основне фільмування розпочалося 2010 року в кількох місцях, зокрема в Бухаресті (Румунія), Римі (Італія) і Ватикані. Фільм належить до жанру «знайдених кадрів», тому знятий у документальному стилі, попри те, що він вигаданий. Лоренцо ді Бонавентура та Стівен Шнайдер передали фільм Paramount Pictures, які зрештою випустили його через свою малобюджетну компанію Insurge Pictures, яка придбала фільм як свій перший випуск, сподіваючись, що він повторить успіх Паранормального явища.

## Рецепція
Фільм не був показаний критиками, і згодом його майже повсюдно назвали одним із найгірших фільмів жахів, коли-небудь знятих. Він очолив касові збори в перші вихідні, перші після новорічних канікул, витіснивши «Місія нездійсненна: Протокол «Фантом»», яка утримувала цю позицію три тижні поспіль. На той час це був третій найкращий вихідний у січні після Кловерфілда та спеціального видання «Зоряних воєн». За другий вікенд фільм впав на 76,2%, що стало найбільшим падінням за другий вікенд для фільму з часів Jonas Brothers: The 3D Concert Experience (77,4%) на початку 2009 року.
Пітер Хауелл з Toronto Star написав, що фільм є кандидатом на найгірший фільм 2012 року. Стівен Уітті з The Star-Ledger писав, що «після того, як «Відьма з Блер: Курсова з того світу» обійшовся палицями, камінням і закадровими шумами, режисери почали думати, що їм не потрібно нічого показувати. Ну, ні. Краще, коли ти теж не показуєш багато чого, але якщо ваша історія про надприродне, зрештою вам доведеться щось придумати, чого «Диявол всередині» не може». Кінцівка фільму, зокрема, зазнала різкої критики. «Це найгірший кінець фільму всіх часів?» — запитав Девід Хаглунд у Slate, посилаючись на різні негативні реакції аудиторії на цей аспект фільму в Інтернеті. «Що засмутило їх навіть більше, ніж його різкість, — припустив він, — так це назва, що йшла відразу після нього, і спонукала аудиторію відвідати веб-сайт, щоб дізнатися більше. «[Це] маркетинговий поворот, який змушує аудиторію відчувати себе використаною», — сказав Хаглунд. Сценаристи захищалися, кажучи, що вони знали, що нетрадиційне закриття викличе критику, але «нам здалося справжнім», оскільки, за словами співавтора Метью Пітермана, «Іноді реальне життя не має ідеальної структури. Справи не завжди завершуються та вирішуються тоді чи так, як вам би хотілося. Усім нам подобалося залишати речі відкритими. Ми думали, що це суттєво, ми думали, що це унікально". Після цього глядачі заполонили Інтернет відео з бурхливими реакціями та вимогами відшкодування від Paramount Pictures. Дехто вказав, що посилання на веб-сайт було найгіршим доповненням, оскільки вони вважали, що заплатили допуск до неповного фільму.
Крім переважання негативних рецензій, було кілька критиків, які дали позитивну оцінку фільму. Стів Бартон з Dread Central заявив: «Диявол всередині є домом для моментів, які шокують, лякають, тривожать і змушують вас задихатися. Це подорож на темну сторону, яку варто здійснити». Джо Лейдон з «Вараєті» написав, що фільм «генерує достатню кількість напруги під час значних відрізків свого знайомого, але корисного сценарію, орієнтованого на екзорцизм».

## Спадщина
Комерційний успіх фільму, попри негативну реакцію критиків і глядачів, зробив його одним із кількох, які змусили студії переглянути свою давню практику обмежувати фільми жахів місяцями звалища та сезоном Хелловіна. «Роками фільми жахів заробляли 19–20 мільйонів доларів у січневому прокаті. Вони брали вихідні, і все», — сказав К. Роберт Каргілл з Ain't It Cool News для Hollywood.com.